# Selèucia del Zeugma
Selèucia del Zeugma (grec antic: Σελεύκεια ἐπὶ τοῦ Ζεύγματος: Σελεύκεια ἐπὶ τοῦ Ζεύγματος, transliterat Seleukéia epí tu Zéugmatos) fou una ciutat hel·lenística i una ciutat fortificada en l'actual Turquia, a l'esquerra, o al sud, de la riba de l'Eufrates, no lluny de l'antiga Samòsata.
És esmentada en incidents aïllats: Antíoc III s'hi va casar amb una princesa pòntica el 221 aC, per bé que l'Oxford Classical Dictionary adscriu això a Zeugma. Tigranes II d'Armènia hi va assassinar Cleòpatra V Selene, la vídua d'Antíoc X Eusebi. Pompeu va donar la ciutat i el seu entorn a Antíoc I de Commagena; Plini el Vell, no obstant això, l'adscriu a Celesíria. El bisbe Eusebi de Samòsata hi va tenir la seva seu, fins i tot. El nom de la ciutat és confirmat per una inscripció de Rodes, la qual refereix a un home «de Selèucia, d'aquells a l'Eufrates».
La seva localització és incerta. Va tenir un pont de barques, com la ben coneguda (i ara submergida) ciutat de Zeugma, a Osroene, més enllà riu avall; és massa lluny riu avall, i en el costat incorrecte del riu per ser el límit de la seu d'Eusebi. Pel mateix raonament, no pot ser qualsevol dels llocs anomenats el Qantara ("pont") que estaven just damunt i 2 km a sota de la moderna Samsat, Turquia, abans que el seu antic emplaçament fou també inundat pel pantà d'Atatürk. L'Atles Barrington especula que podria ser a Killik, província de Şanlıurfa 37° 26′ N, 38° 14′ E / 37.433°N,38.233°E, sobre la base de l'obra de T.A. Sinclair Eastern Turkey : an architectural and archaeological survey, que és d'uns 40 km aigües avall de Samosata, i per sota de la presa.
El raonament aquí és clar. Sinclair mostra aquest Killik (que significa "argilós" en turc), en el seu mapa a IV 172, però els quatre de les seves referències al nom en el seu text són un únic Killik a 39° 23′ N, 37° 42′ E / 39.383°N,37.700°E, a les capçaleres de l'Eufrates, prop de Divriği.